# Krsto Cviić
Krsto Cviić (engl. Christopher Cviic; Nova Gradiška, 3. listopada 1930. – London, 11. prosinca 2010.), bio je hrvatski politički analitičar i stručnjak za jugoistočnu Europu te britanski novinar i publicist.

## Životopis
Krsto Cviić rođen je 1930. godine u Novoj Gradiški, iako postoje i izvori koji govore o Adžamovcima kao mjestu rođenja. Roditelji su mu bili Franjo C. (tvorničar) i Mila rođena Jakešević. Kasnije se školovao u Zagrebu, gdje je diplomirao germanistiku. A od 1954. godine je živio i radio u Londonu. Završio je poslijediplomski studij povijesti na Oxfordu.
Radio je kao suradnik BBC-ja (1954. – 59.), urednik svjetske službe BBC-ja na engleskom (1964. – 69.), suradnik The Economista (1969. – 90.) i politički analitičar Kraljevskoga instituta za međunarodne poslove u Londonu. Također je bio članom Savjeta za vanjske poslove predsjednika Ive Josipovića.
Bio je predložen za ministra u Vladi demokratskog jedinstva. Jedan je od šestero potpisnika otvorenoga pisma (Krsto Cviić – Ivo Banac – Vesna Pusić – Ozren Žunec – Slavko Goldstein – Vlado Gotovac) 1993. godine u kojem se traži odstupanje predsjednika dra Franje Tuđmana, te dolazak "novih ljudi" na vlast u Hrvatskoj.

## Djela
- Remaking the Balkans (hrv. Balkanska nova inačica), 1991.
- Pogled izvana: političke kozerije, Nakladni zavod Znanje, Zagreb, 1994.
- Jugoistočna Europa: od konflikata do suradnje, Europapress holding-Novi Liber, Zagreb, 2008. (suautor Peter Sanfey)[5]